# Puchar Świata w Rugby 7 (2013) – kwalifikacje kobiet
Kwalifikacje do Pucharu Świata w Rugby 7 2013 miały na celu wyłonienie żeńskich reprezentacji narodowych w rugby 7, które wystąpiły w finałach tego turnieju.

## Informacje ogólne
Turniej finałowy organizowanego przez IRB Pucharu Świata odbył się w Moskwie w dniach 28–30 czerwca 2013 roku i wzięło w nim udział szesnaście drużyn. Automatyczny awans do turnieju finałowego uzyskali gospodarze oraz półfinalistki poprzedniego Pucharu Świata. O pozostałe miejsca odbywały się turnieje eliminacyjne.

## Zakwalifikowane drużyny
| | Afryka              | Ameryka Południowa | Ameryka Północna/Karaiby | Azja                         | Europa                                               | Oceania                     |
| --- | ------------------- | ------------------ | ------------------------ | ---------------------------- | ---------------------------------------------------- | --------------------------- |
| Automatyczna kwalifikacja | - Południowa Afryka |                    | - Stany Zjednoczone      |                              | - Rosja                                              | - Australia - Nowa Zelandia |
| Regionalne eliminacje | - Tunezja           | - Brazylia         | - Kanada                 | - Chiny - Japonia - Azja 3 * | - Anglia - Hiszpania - Francja - Holandia - Irlandia | - Fidżi *                   |
| * Najlepsza z drużyn z Oceanii (prócz Nowej Zelandii i Australii) wystąpiła w azjatyckim turnieju kwalifikacyjnym, z którego awans uzyskały trzy drużyny. |                     |                    |                          |                              |                                                      |                             |

## Kwalifikacje

### Afryka
Turniej kwalifikacyjny, będący jednocześnie mistrzostwami Afryki, odbył się w dniach 29–30 września 2012 roku w marokańskim mieście Rabat. Po wycofaniu się Kamerunu w zawodach wzięło udział siedem drużyn, które walczyły w pierwszym dniu systemem kołowym podzielone na dwie grupy, liczące cztery i trzy zespoły. Drugiego dnia odbyła się spotkania faza pucharowa, w której stawką prócz medali mistrzostw kontynentu, było również jedno miejsce w turnieju finałowym Pucharu Świata. Pokonując w play-off faworyzowane zawodniczki z Ugandy i Kenii, w zawodach triumfowały Tunezyjki.

### Ameryka Północna/Karaiby
Turniej kwalifikacyjny, będący jednocześnie mistrzostwami strefy NACRA, odbył się na Twin Elm Rugby Park w Ottawie w dniach 25–26 sierpnia 2012 roku. Pięć zespołów walczyło systemem kołowym, a następnie w fazie play-off o jedno miejsce premiowane awansem na Puchar Świata. Pod nieobecność mających automatyczny awans Amerykanek bez straty punktu w zawodach triumfowała reprezentacja Kanady.

### Ameryka Południowa
Turniej kwalifikacyjny, będący jednocześnie mistrzostwami strefy CONSUR, odbył się na Estádio da Gávea w Rio de Janeiro w dniach 23–24 lutego 2013 roku. Wzięło w nim udział osiem reprezentacji podzielonych na dwie czterozespołowe grupy, które w pierwszym dniu rywalizowały systemem kołowym o awans do fazy play-off, która odbyła się dzień później. Jej stawką prócz medali tej imprezy było jedno miejsce w turnieju finałowym Pucharu Świata. Faworyzowane Brazylijki łatwo zwyciężyły w fazie grupowej, a następnie w całych zawodach zyskując drugi w swej historii awans do Pucharu Świata.

### Azja
Turniej kwalifikacyjny, będący jednocześnie mistrzostwami Azji, odbył się w Balewadi Sports Complex w Pune w dniach 6–7 października 2012 roku. W zawodach, których stawką były trzy miejsca w turnieju finałowym Pucharu Świata, oprócz czternastu azjatyckich zespołów udział wzięła zakwalifikowana z mistrzostw Oceanii reprezentacja Fidżi. W pierwszym dniu zespoły podzielone na cztery grupy walczyły systemem kołowym o awans do fazy play-off, która odbyła się dzień później. Faworyzowane zespoły Japonii, Kazachstanu, Fidżi i Chin dotarły do półfinałów, a spośród nich awansu na Puchar Świata nie uzyskały jedynie zawodniczki z Kazachstanu zajmując ostatecznie czwarte miejsce w turnieju.

### Europa
Chęć udziału w Pucharze Świata wyraziły trzydzieści cztery europejskie reprezentacje, dwadzieścia dwie z nich rywalizowały w dwóch turniejach eliminacyjnych rozegranych 9–10 czerwca w Sofii i Gandawie, z których awans do drugiej fazy uzyskiwały po dwie najlepsze.
Za kwalifikację do PŚ służył drugi turniej Mistrzostw Europy 2012, który odbył się w dniach 30 czerwca–1 lipca 2012 roku w Moskwie. Udział w nim wzięło szesnaście zespołów – dwunastu uczestników ME 2012 oraz cztery drużyny z eliminacji. Wyniki pierwszego turnieju ME rozegranego w Ameland 16–17 czerwca zdecydowały o rozstawienie zespołów przed moskiewskimi zawodami, podobnie jak i hierarchia zwycięzców oraz finalistów obu eliminacji odbyła się według zasad ustalonych przez FIRA-AER.
Awans do Pucharu Świata uzyskało pięć, prócz mającej zagwarantowany udział jako gospodarz reprezentacji Rosji, najlepszych drużyn tego turnieju: Anglia, Hiszpania, Francja, Holandia i Irlandia.

### Oceania
Ośmiozespołowe mistrzostwa Oceanii, będące również turniejem kwalifikacyjnym, odbyły się w dniach 3–4 sierpnia 2012 roku w Lautoce. Do dalszej fazy eliminacji – azjatyckiego turnieju kwalifikacyjnego – awansowała najlepsza, prócz mających zagwarantowany udział reprezentacji Australii i Nowej Zelandii, drużyna tego turnieju. Spośród sześciu walczących o to miejsce zespołów najlepsza okazała się drużyna Fidżi.